# Kara śmierci na Filipinach
Kara śmierci nie obowiązuje już na Filipinach. Dnia 24 czerwca 2006 została oficjalnie zniesiona.

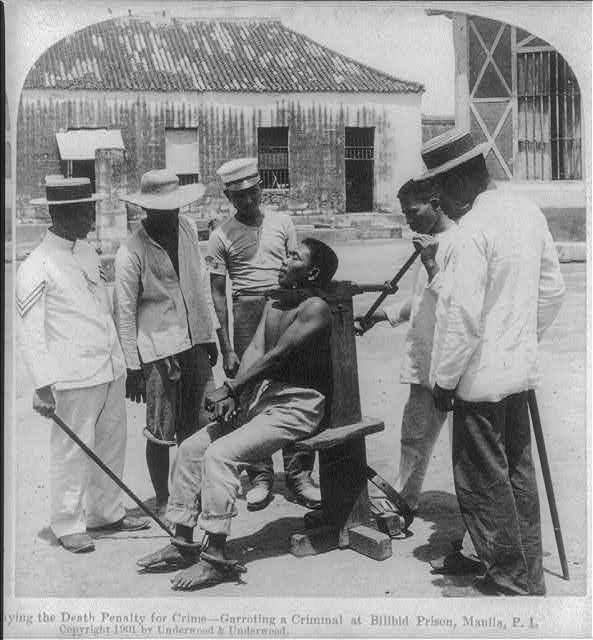
Uduszenie garotą na Filipinach, 1901

Kara śmierci w niepodległych Filipinach ma dość złożoną historię. Od czasów zakończenia hiszpańskiego panowania do roku 1924 (od 1899 roku praktycznie wyspy stały się amerykańską kolonią, zarządzaną przez mianowanego przez Waszyngton gubernatora), jeszcze długi czas główną metodą pozbawiania życia w majestacie prawa było uduszenie garotą.
W roku 1924 Filipiny stały się jedynym krajem na świecie, poza samymi Stanami Zjednoczonymi, w którym wprowadzono do użytku krzesło elektryczne. Używane było do roku 1976. Dziś owo krzesło nie istnieje, gdyż zostało zniszczone przy okazji jednego z tornad, częstych w tym rejonie świata.
Na Filipinach śmiercią karane, także po uzyskaniu pełnej od USA niepodległości w roku 1946, było nie tylko morderstwo czy zdrada. Pod nią podpadał także gwałt czy porwanie. Prawo łaski miał prezydent republiki.
Po raz pierwszy karę śmierci zniesiono po obaleniu dyktatora Ferdinanda Marcosa w 1987, decyzją prezydent Corazon Aquino. Przywrócono ją jednak w grudniu 1993, co spotkało się z krytyką dużej części opinii na świecie. Nową metodą został zastrzyk trucizny.
W roku 2000 wykonano wyrok śmierci na gwałcicielu. Jednakże tuż przed swoim usunięciem z urzędu prezydent Joseph Estrada w styczniu 2001 ułaskawił wiele osób (jemu też groził NWK za niektóre zarzucane mu przestępstwa) i pod koniec 2000 wezwał do wprowadzenia moratorium „dla uhonorowania urodzin Jezusa”.
Prezydent Gloria Macapagal-Arroyo, przeciwniczka kary śmierci, która dążyła do jej zniesienia i dwukrotnie wprowadzała moratorium. Jedną z ostatnich straconych osób był Paco Larrañaga w 2004 roku za porwanie i morderstwo.
W czerwcu 2006 roku filipiński Senat i Izba Reprezentantów uchwaliły zniesienie kary śmierci, a prezydent ten dokument natychmiast podpisała, określając jego wprowadzenie w życie, jako „zwycięstwo życia”. Ustawa uratowała życie 1230 więźniom cel śmierci, których wyroki automatycznie zamieniono na dożywocie lub wieloletnie więzienie.
Abolicję poparł kościół katolicki, zaś ostro skrytykował protestancki na Filipinach.